# Trent (Filmproduzent)
Trent ist ein niederländischer Filmproduzent. In dieser Rolle erhielt er den Oscar für den besten Kurzfilm.

## Karriere
Trent studierte Volkswirtschaftslehre und Philosophie und machte 1997 einen Abschluss an der Nederlandse Film en Televisie Academie. Er begann seine Filmkarriere 2001 mit dem Kurzfilm Contact. Darauf folgten weitere Kurz- und Langfilme. Für seine Arbeit am Kurzfilm Leven wurde er 2013 als „Green Filmmaker of the Year 2012“ ausgezeichnet. Hierfür habe er mit seinen Mitarbeitern nachhaltige Strategien entwickelt und konnte so neue Fördermöglichkeiten anzapfen. Er leitet das Produktionsunternehmen „OAK Motion Pictures“. Bereits 2020 arbeitete er mit Victoria Warmerdam am Kurzfilm Snorrie, der auf verschiedenen Festivals aufgeführt wurde. Mit ihr produzierte er auch Ich bin kein Roboter, für den sie bei der Oscarverleihung 2025 in der Kategorie Bester Kurzfilm ausgezeichnet wurden.

## Filmografie (Auswahl)
- 2001: Contact (Kurzfilm)
- 2006: Liefde, dood & luchtgitaar (Kurzfilm)
- 2006: Model 22 (Kurzfilm)
- 2006: Farewell
- 2007: Boli li? Prvata balkanska dogma
- 2007: Sextet
- 2008: Taxandria
- 2009: Kan door huid heen
- 2009: White Swan (Kurzfilm)
- 2010: Hunting & Zn.
- 2012: Leven (Kurzfilm)
- 2014: Cornea
- 2014: Forever After (Kurzfilm)
- 2014: Vrij (Fernsehfilm)
- 2014: Eddy & Coby
- 2015: Het mooiste wat er is
- 2016: Houvast (Kurzfilm)
- 2016: Groei (Kurzfilm)
- 2017: Off Track
- 2017: Sjaaks vrouw is dood, dus hij moet iets zeggen
- 2017: Made in Iran (Kurzfilm)
- 2019: Korte Kuitspier (Kurzfilm)
- 2019: King of the road
- 2020: Snorrie (Kurzfilm)
- 2022: Narcosis
- 2023: Ich bin kein Roboter
- 2024: When Fucking Spring is in the Air

## Auszeichnungen
- 2009: Niederländisches Filmfestival: Nominierung in der Kategorie Bester Spielfilm für Kan door huid heen
- 2022: Niederländisches Filmfestival: Nominierung in der Kategorie Bester Spielfilm für Narcosis
- 2024: Discover Film London Festival Award in der Kategorie Bester Produzent für Ich bin kein Roboter
- 2025: Oscar in der Kategorie Bester Kurzfilm für Ich bin kein Roboter